# لاكي فاريلا
لاكي فاريلا هو سياسي أمريكي، ولد في 17 فبراير 1935 في بيكوس في الولايات المتحدة، وتوفي في 2 سبتمبر 2017 في سانتا فيه في الولايات المتحدة. نشط حزبياً في الحزب الديمقراطي. وقد انتخب عضو مجلس نواب نيومكسيكو ‏.